# أسماك الشعري
أسماك الشعري أو أسماك الإمبراطور أو الشعريات (الاسم العلمي Lethrinidae)، فصيلة أسماك بحرية من شعاعيات الزعانف. مواطنها المحيط الهادي والمحيط الهندي، كما عُثر على أنواع منها في شرق المحيط الأطلسي. قوتها اللافقاريات.

## معرض صور

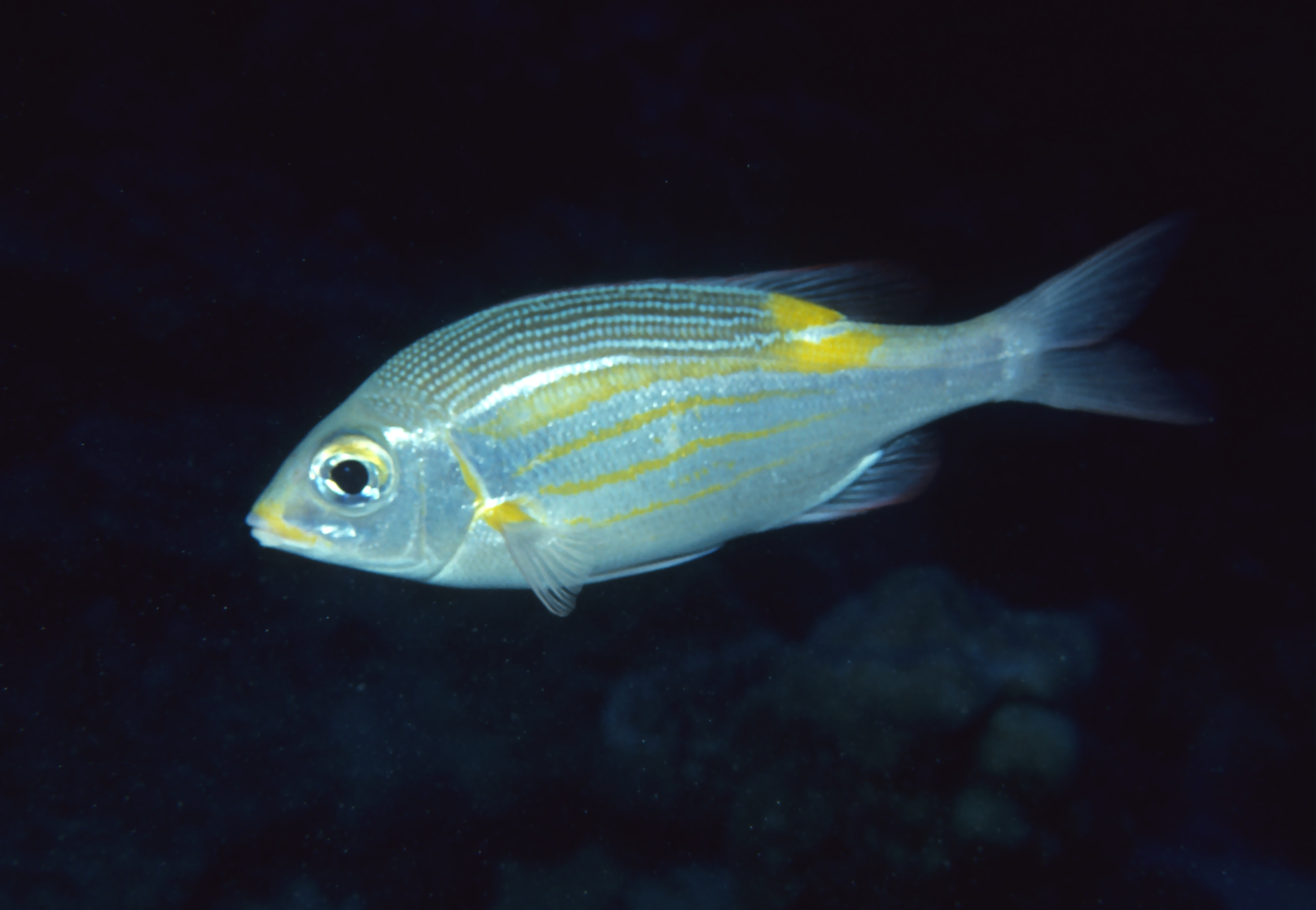
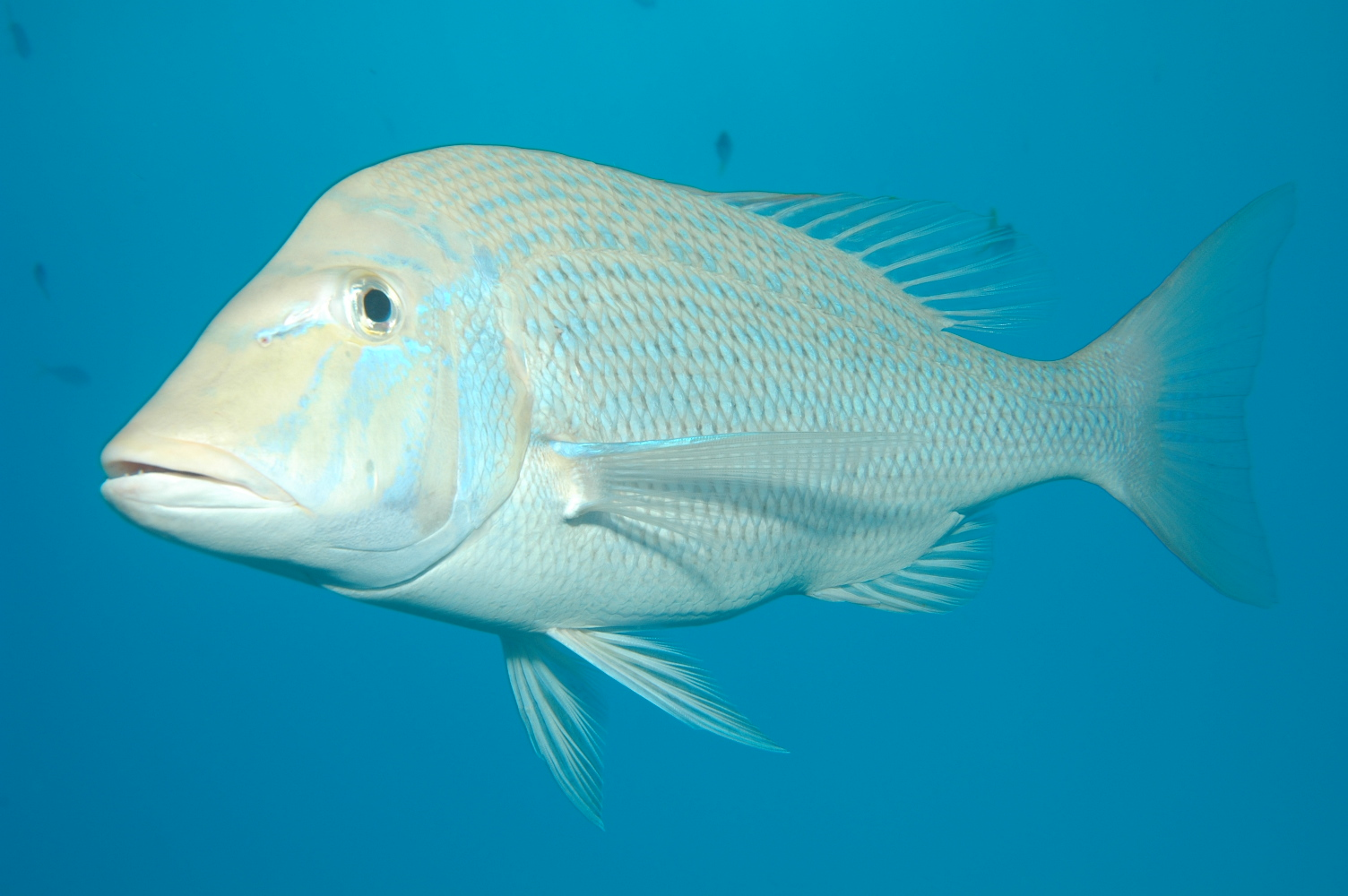
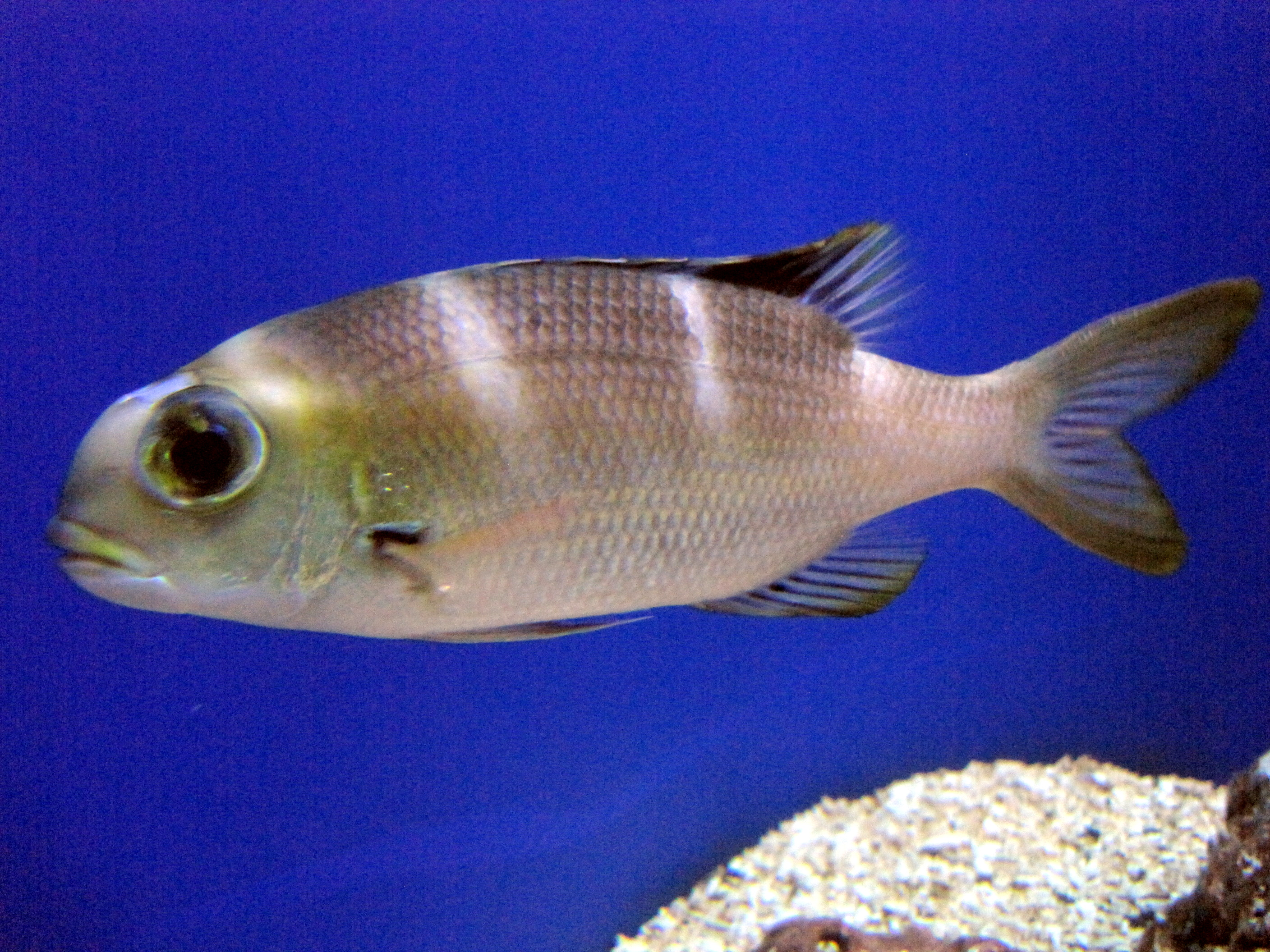